# Hexpol
Hexpol AB är en industrikoncern noterad på Stockholmsbörsens Large Cap-lista. Den bildades år 2008 som en avknoppning av Hexagon Polymers, en division inom Hexagon AB. Koncernen är indelad i två divisioner Hexpol Compounding och Hexpol Engineered Products. Dotterbolag i Sverige är Gislaved Gummi AB, Stellana AB och Elasto Sweden AB. Hexpol är ett av de världsledande företagen när det gäller gummiblandningar.